# Рењано (Ређо Емилија)
Рењано је насеље у Италији у округу Ређо Емилија, региону Емилија-Ромања.
Према процени из 2011. у насељу је живело 174 становника. Насеље се налази на надморској висини од 438 м.